# Wiebe E. Bijker
Wiebe E. Bijker (Delft, 19 marzo 1951) è un ingegnere e filosofo olandese, dottore in Sociologia e storia della tecnologia presso l'Università di Twente.
Insieme a Trevor Pinch, ha organizzato il seminario che portò alla pubblicazione del libro The Social Construction of Technological Systems: New Directions in the Sociology and History of Technology (Cambridge, MA: MITPress, 1987) designato come testo fondamentale della nuova Sociologia della tecnologia. È a capo del Dipartimento di Scienze e tecnologie sociali presso la Facoltà di Lettere e Cultura dell'Università di Maastricht.

## Biografia accademica
Contemporaneamente, ha studiato filosofia all'Università di Amsterdam (1974) e ingegneria fisica all'Università tecnica di Delft (1976), dove aderì al movimento Scienza-Tecnologia-Società (STS) che promuoveva la consapevolezza dei rischi dell'energia nucleare, la proliferazione di armi nucleari e il crescente degrado ambientale.
Nel 1975 Bijker alternò gli studi in ingegneria fisica all'insegnamento in una scuola secondaria di Rotterdam, convertendosi in co-autore di libri di testo e manuali sulle scienze fisiche. Per farlo, partecipò a una serie editoriale che integrava le questioni sociali nella trasmissione di conoscenze scientifiche: "Scienza e tecnologia". L'interesse per l'insegnamento è continuato, come dimostra il ruolo di punta di Bijker in diverse proposte accademiche come la progettazione del programma di studi di Scienza, Tecnologia e Culture Moderne (WTMC) nell'Università olandese, l'istituzione dell'Associazione Europea su Società, Scienza e Tecnologia (con il suo programma di Master europeo ESST), e nella creazione e direzione del Master di Scienza della cultura delle arti, Scienza e Tecnologia dell'Università di Maastricht.
Nel 1981, Bijker avviò un progetto di ricerca presso l'Università di Twente basato sullo studio delle relazioni tra lo sviluppo della tecnologia e la società. Nel 1983, in collaborazione con Trevor Pinch, Bijker condusse studi di casi empirici dettagliati insieme a quadri concettuali generali creando un nuovo modello di analisi, "la costruzione sociale della tecnologia" (SCOT). Nel 1987, la collaborazione, in un seminario, con sociologi della scienza e storici della tecnologia, portò Bijker e Trevor Pinch alla pubblicazione de La costruzione sociale dei sistemi tecnologici: nuove direzioni nella sociologia e nella storia della tecnologia con Thomas Hughes. Questo lavoro analizza i contenuti della conoscenza tecnologica e il funzionamento delle macchine come processi sociali. Nel 1992, insieme a John Law, pubblicò Dare forma alla tecnologia, costruire la società. Studi nel cambiamento sociotecnico. In questo lavoro ampliò il contenuto della nuova sociologia della tecnologia per includere questioni sociali e problemi sociologici "classici" come l'emergere dell'ordine sociale.
Nel 2006, Bijker ricevette il premio John Desmond Bernal, assegnato congiuntamente dalla "Società per gli studi sociali della scienza" e dalla "Thomson Scientific", per il suo illustre contributo nel campo degli studi scientifici e tecnologici. Nel 2012 ricevette la medaglia "Leonardo da Vinci" dalla "Società per la storia della tecnologia" (SHOT) assegnata "a una persona che ha dato un contributo eccezionale alla storia della tecnologia, attraverso la ricerca, l'insegnamento, le pubblicazioni e altre attività ”.

## Sviluppo multidirezionale della bicicletta

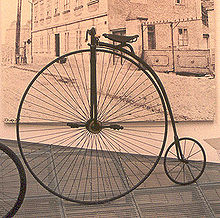
Bicicletta multidirezionale 1878

Negli studi sulle tecnologie sociali, il processo di sviluppo di un manufatto tecnologico è descritto come un'alternativa tra variazione e selezione. Ciò si traduce in un modello "multidirezionale", in contrasto con i modelli lineari utilizzati in molti studi di innovazione. La prospettiva multidirezionale è essenziale in molti studi sulla storia della tecnologia basata sul costruttivismo sociale. Applicate al livello delle possibili variazioni, le varianti erano abbastanza diverse e anche concorrenti. Di fronte alla bicicletta Penny-Farthing (ordinaria)(1878), abbiamo la Xtraordinary (1978), la Facile (1879) e la Club Safety (1895). Alcune delle biciclette "ordinarie" furono prodotte commercialmente, mentre la bicicletta Lawson, per esempio, che ebbe un ruolo nel modello lineare, fu un fallimento commerciale (Woodforde, 1970).
Al contrario, se viene adottato un modello multidirezionale, è possibile chiedersi perché alcune varianti "muoiono" mentre altre "sopravvivono". Questa è la parte selettiva del processo di sviluppo in cui devono essere considerati i problemi e le soluzioni presentati per ciascun manufatto in momenti particolari. Valutando i problemi rilevanti, i gruppi sociali coinvolti nel manufatto e i significati che questi gruppi imprimono al manufatto assumono un ruolo cruciale. Altri gruppi sociali meno ovvi devono essere inclusi nel processo, in questo caso, ad esempio, "gli anticiclisti" devono essere presi in considerazione. Le donne, nel caso di questo dispositivo, devono essere considerate come un gruppo sociale rilevante, separato, poiché le prime biciclette, avendo ruote molto alte non erano destinate alle donne, per diversi motivi, come il fatto di indossare gonne.
Nel caso della bicicletta ordinaria, i giovani, date le buone condizioni fisiche, erano considerati potenziali consumatori. La sua funzione primaria era lo sport. Il processo di stabilizzazione, nel caso della bicicletta Safety è durato 19 anni (1879-1898). Il modello è stato sviluppato da una serie di studi dei casi e non da una semplice analisi teorica e filosofica. Questo modello non si limita a descrivere lo sviluppo tecnologico, ma gli conferisce il suo carattere multidirezionale.
L'applicazione dello pneumatico con camera d'aria, per alcuni era un modo per risolvere il problema delle vibrazioni, per altri un modo per guadagnare velocità, mentre per altri il fatto di fabbricare ruote più basse rappresentava un rischio maggiore per la sicurezza. Nel 1896, quando lo pneumatico con camera d'aria per bicicletta fu stabilito come sicuro, i telai con ammortizzatori venivano ancora venduti come soluzione al problema delle vibrazioni. Possiamo così osservare la flessibilità interpretativa del manufatto e un percorso di diversi metodi possibili, soprattutto tenendo conto del fatto che diversi gruppi sociali hanno interpretazioni radicalmente diverse di un manufatto tecnologico. La bicicletta a ruote alte significava per molti virilità e alta velocità, mentre per gruppi di donne e uomini anziani significava insicurezza. Questo, aggiunto alle discrepanze tra il diametro di entrambe le ruote, il telaio e la posizione del pilota, portò a ridurre la ruota anteriore, spingere indietro il sedile e portare la forcella anteriore in una posizione meno verticale. Siamo stati in grado di osservare in questo processo i diversi significati che le diverse linee di sviluppo della tecnologia possono costruire vincolando il contenuto di un artefatto tecnologico a un mezzo sociopolitico.

## Selezione di pubblicazioni

### Libri
- Bijker, W. E., Hughes, T. P., & Pinch, T. (Eds.). (1987). La costruzione sociale dei sistemi tecnologici. Nuove direzioni in sociologia e storia della tecnologia. Cambridge, MA: MIT Press.
- Bijker, W. E., & Law, J. (a cura di). (1992). Dare forma alla tecnologia/ Costruire la società. Studi nel cambiamento sociotecnico. Cambridge, MA: MIT Press.
- Bijker, W. E. (1995). Di Biciclette, Bacheliti e Lampadine. Verso una teoria del cambiamento sociotecnico. Cambridge, MA: MIT Press.
- Bijker, W. E. (1998). La bicicletta e altre innovazioni. Milano: McGraw-Hill Libri Italia. Lieshout, M. v., Egyedi, T. M., & Bijker, W. E. (a cura di). (2001). Tecnologie di apprendimento sociale: l'introduzione del multimedia nell'istruzione. Aldershot: Ashgate.
- Bijker, W. E., & Peperkamp, B. (2002). Studi umanistici impegnati. Prospettive sui cambiamenti culturali nell'era della digitalizzazione. L'Aia: Consiglio consultivo per la scienza - presso Politica tecnologica.
- Bal, R., Bijker, W. E., e Hendriks, R. (2002). Paradosso dell'autorità scientifica. A proposito dei social, ha invocato un Consiglio sanitario, 1985-2001. L'Aia: Consiglio sanitario dei Paesi Bassi.
- Shrum, W., Benson, K.R., Bijker, W.E. e Brunnstein, K. (a cura di) (di prossima pubblicazione nel 2006). Passato, presente e futuro della ricerca nella società dell'informazione. Dordrecht: Kluwer Academic Publishers.

### Articoli
- Aibar, E., & Bijker, W. E. (1997). Costruire una città: il piano Cerdá per l'estensione di Barcellona. Scienza, tecnologia e valori umani, 22 (1), 3-30.
- Bal, R., Bijker, W. E., e Hendriks, R. (2004). Democratizzazione della consulenza scientifica. British Medical Journal, 329, 1339-1341.
- Bijker, W. E. (2002). La barriera di sovratensione della tempesta di Oosterschelde. Un caso di prova per la tecnologia, la gestione e la politica olandesi dell'acqua. Tecnologia e cultura, 43, 569-584.
- Bijker, W. E. (2006). Perché e come conta la tecnologia. In Goodin, R. E. & C. Tilly (a cura di), Manuale di Oxford di Analisi politica contestuale (pagg. 681-706). Oxford: Oxford University Press.
- Bijker, W. E. (2006). La vulnerabilità della cultura tecnologica. In Nowotny, H. (a cura di), Cultures of Technology and the Quest for Innovation (pagg. 52-69). New York: Berghahn Books.
- Bijker, W. E. (2007). Ingegneria costiera americana e olandese: differenze nella concezione del rischio e differenze nella cultura tecnologica. Social Studies of Science, 37 (1), 143-152.
- Bijker, W. E. (2007). Dighe, piene di politica. Iside, 98, 109-123.